# L'Art de voler
L'Art de voler est un roman graphique du scénariste Antonio Altarriba et de l'illustrateur Kim, publié pour la première fois en 2009 en espagnol sous le titre El arte de volar et traduit en 2011 en français. Antonio Altariba y narre la vie de son père, républicain espagnol exilé en France après la victoire de Franco, puis revenu en Espagne après la seconde guerre mondiale.

## Création et trajectoire éditoriale
En 2001, Antonio Altarriba subit la mort de son père, en s'indignant d'autant plus que la Résidence dans laquelle y avait passé ses dernières années lui a exigé le paiement de 34€ à titre de dette pour les quatre jours qui allaient du 1er mai, au 4 mai, date de son suicide. Il se lance alors dans un procès contre la Communauté Autonome de La Rioja.
Quatre ans après et ayant rejeté l'idée d'écrire un roman, il a accepté la proposition de Paco Camarasa, l'éditeur de Edicions de Ponent, d'exprimer ces sentiments de colère en racontant l'histoire de son père,. Pour l'élaborer, il a consulté les 250 carnets dans lesquels son père avait transcrit ses souvenirs au jour le jour, avec l'objectif de pallier la dépression de ses dernières années. Il a proposé le scénario à Kim, lorsque celui-ci présentait un livre à Barcelone. Tous les deux s'étaient connus dans un festival organisé à Vitoria.
Kim a commencé à dessiner "L'art de voler" en 2006, en l'alternant avec son travail dans Le Jeudi,. Pour se documenter, il a fait appel à des livres de photographies sur l'époque, notamment de Robert Capa mais aussi certaines photos de famille, et s'est acheté son premier ordinateur pour consulter les bases de données d'Internet,.En 2010, après avoir obtenu quelques uns des prix les plus importantes de l'Espagne, les droits de l’œuvre ont été achetés par l'éditeur français Denoël, qui a sorti la version française en mars 2011, avec une édition à 7.000 exemplaires.

## Synopsis

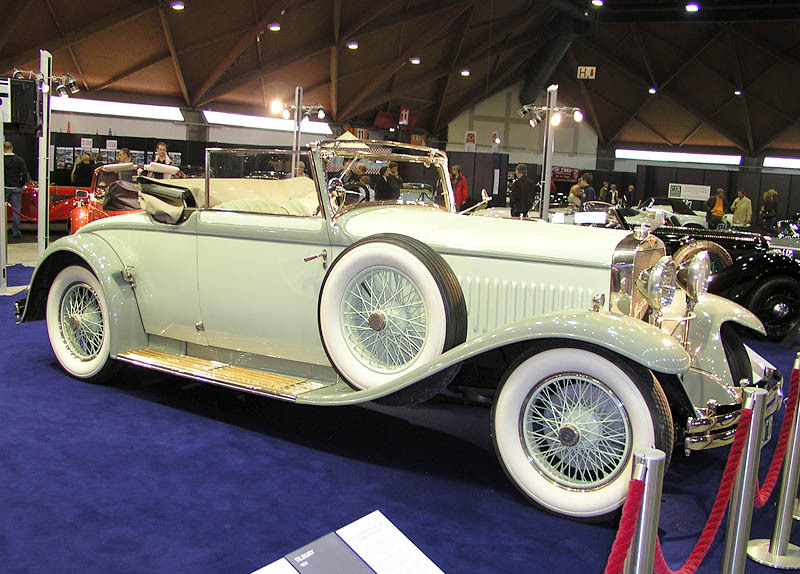
Hispanique-la Suisse T49 (l'Espagne) de 1924

Le livre débute avec le suicide d'Antonio Altarriba Lope, qui s'est jeté du 4ème étage le 4 mai 2001, du haut de la résidence geriátrica de Lardero (La Rioja) dans laquelle il résidait. Il continue après avec la narration de sa vie, laquelle se structure en quatre chapitres :

### 1er étage: 1910-1930 La voiture de bois
Antonio Altarriba Lope est né en 1910 à Peñaflor de Gállego (province de Saragosse), mais ni la vie dans le village, ni les travaux des champs ne l'intéressent. Avec 15 ans il s'échappe à la ville, mais doit revenir au bout de 3 mois à Peñaflor, échouant à gagner sa vie en ville. Au village, il vit son premier amour avec une voisine et son cousin leur apprend les rudiments de l'école, mais avec son ami Basilio, il rêve de posséder une voiture. Lorsque Basilio meurt dans un accident en conduisant le véhicule qui y avait volé au grand propriétaire des lieux, il part une autre fois à Saragosse.

### 2èle étage 1931-1949 Les espadrilles deDurruti

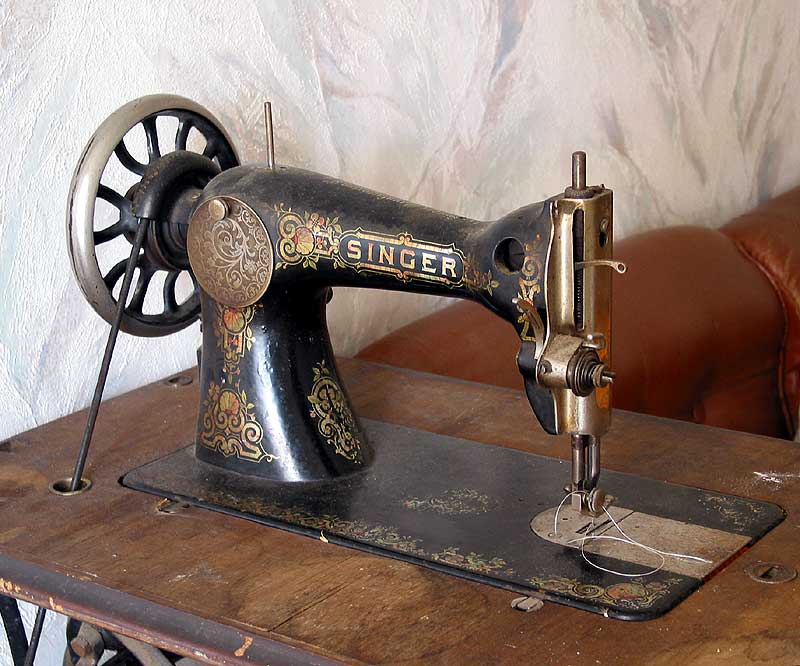
Machine de coudre marque Singer.

En ville, il trouve un logement dans la pension de famille de Carlota, mais pas de travail, bien qu'il ait obtenu son permis de conduire le 14 avril  lors de la proclamation de la République. Après avoir effectué son service militaire, il a finalement trouvé un emploi stable en tant que vendeur de machines de coudre.

Carte d'Aragon, 1936.

Mécontent du triomphe du soulèvement militaire dans la ville au début de la Guerre Civile Espagnole, il a décidé de déserter dès qu'il a été mobilisé. Il s'est donc rendu une dernière fois à Peñaflor pour lui faire ses adieux. Le 29 novembre, il marche vers le front d'Aragon, et passe bientôt de l'autre côté, rejoignant la Centuria Francia, une Milice confederale de la CNT composée d'Espagnols de France. Avec trois d'entre eux (Mariano, Pablo et Vicente), il a forgé une "alliance de plomb". Il a travaillé comme chauffeur, d'abord pour livrer des lettres, puis pour transporter des soldats, lors de batailles comme celles de Belchite, Teruel et enfin de l'Èbre, où Vicente a été tué. Finalement, il a traversé la frontière avec des milliers d'autres réfugiés vers la France.
Dans le pays voisin, ils ont été internés dans le camp de concentration de Saint-Cyprien jusqu'à ce que, après neuf mois, Antonio soit envoyé au travail forcé comme bûcheron à Gujan-Mestras, où il a rencontré l'intellectuel Amadeo Martínez García. Les deux hommes s'échappent ensemble et se rendent d'abord à Bordeaux puis à Marseille dans l'espoir d'obtenir des papiers auprès d'une connaissance de Martinez, mais ils sont arrêtés et emmenés au camp d'Agde.
Quelques jours plus tard, il a été transféré dans une ferme près de Guéret, celle de la famille Boyer, qui l'a accueilli dans son foyer affectueux. Il rencontre une jeune femme et le bonheur pour la première fois, mais la gendarmerie française reçoit l'ordre d'arrêter tous les Espagnols, et il est emmené dans une prison à Limoges en attendant d'être déporté en Allemagne pour travailler dans leurs champs. Heureusement, les raids aériens américains lui permettent de s'échapper, et il retourne à la ferme des Boyer, où il rejoint la Résistance avec leur jeune fils. Il retrouve également Pablo, son ancien compagnon de milice, et une fois la guerre terminée, ils retournent à Marseille pour travailler dans le commerce du charbon au marché noir.

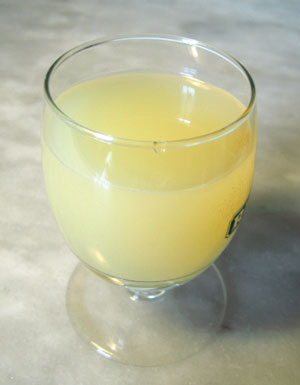
Coupe de pastis

Après avoir appris la mort de sa mère par une lettre de sa cousine Elvira, il abandonne un commerce qu'il considère comme sale et rend visite à Mariano, le dernier de ses amis ex-combattants, à Montpellier, qui lui apprend que la CNT a reconnu sa défaite. Antonio choisit alors d'accepter l'offre d'emploi de son cousin et de retourner à Saragosse.

### 1er étage 1949-1985 Biscuits amers
De nouveau dans la pension de famille tenue par Carlota, dont il épouse la nièce, il travaille comme chauffeur pour Doroteo, le mari de sa cousine Elvira, une crapule phalangiste qui s'est enrichi grâce au marché noir. Il a bientôt un fils avec sa femme Petra, et Antonio scelle une deuxième alliance, celle du sang, en s'engageant à garantir à tout prix l'avenir du nouveau-né. Il conspire ainsi avec son cousin et trois autres employés pour ruiner Doroteo, et reçoit une partie de ses machines en compensation. Il parvient ainsi à créer sa propre entreprise de biscuits avec ses partenaires, mais il est trahi par l'un d'eux et ils font faillite. Lorsque son fils quitte la maison, sa relation avec sa femme se détériore et ils se séparent.

### Sol 1985-2001 Le terrier de la taupe
Une fois dans une maison de retraite de Lardero, il se fait de nouveaux amis, mais lorsqu'ils meurent, comme Mariano et Petra, il commence à être angoissé par le sentiment d'avoir gâché sa vie. Après une tentative de suicide ratée, il est admis dans un centre psychiatrique. De retour à la maison et une fois que son traitement t a été arrêté, il essaie à nouveau.

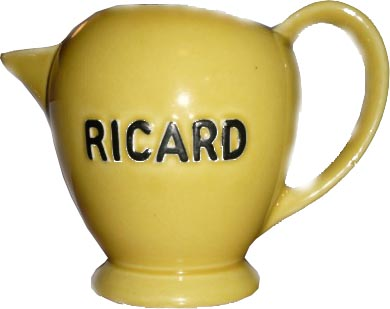

## Réception

### Réception en Espagne
Pour le théoricien Antonio Martín Martínez, auteur du prologue de la première édition de El arte de volar, cette œuvre reflète la maturité de la bande dessinée espagnole, étant la première qui " s'adresse délibérément et définitivement et exclusivement à un public mentalement mature, à des lecteurs qui ne lisent pas pour se divertir, avec une histoire qui a la dimension et la texture d'un roman ". Malgré cela, il peut être assimilé, en termes d'introspection personnelle, à des œuvres au sujet similaire, tant nationales (Un largo silencio de Miguel Gallardo) qu'étrangères (Maus d'Art Spiegelman, Le Journal de mon père de Jirō Taniguchi et Jimmy Corrigan, de Chris Ware), fournissant, en tout cas, "l'un des récits historiques les plus lucides et les plus enrichissants jamais vus dans la bande dessinée",,.

### Réception en France

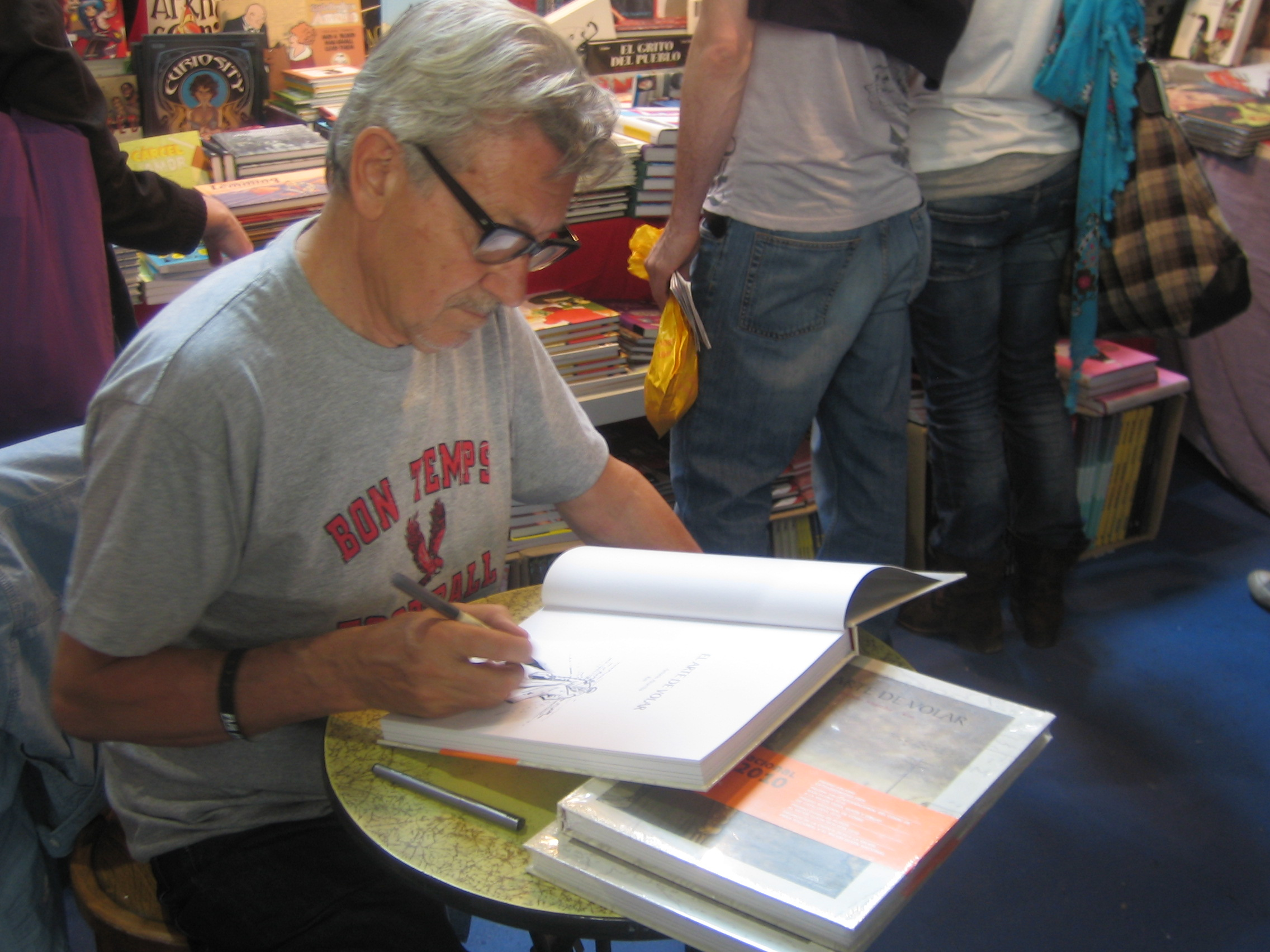
Kim avec un exemplaire dans l'édition du 2011 du Salon International de la Bande dessinée de Barcelone.

- 4 sur 4 pour PlanetBD [13]
- 3,4 sur 5 sur BDthèque[3]
- 4,5 sur 5 sur bedetheque[1]
- 4,15 sur 5 sur Babelio[14]

## Récompenses
L’œuvre a reçu les prix les plus importants du panorama espagnol:
- #Prix Cálamo 2009[15],
- #Prix Nationale de la Catalogne dans sa modalité de bande dessinée[16]
- Les prix à la meilleure oeuvre, meilleur scénario et meilleur dessin d'auteur espagnol dans la 28ª édition du Salon de la Bande dessinée de Barcelone[17].
- #Prix au meilleur scénario  lors des XXXIII #Prix Quotidien d'Avis (2009)[18].
- Les #Prix de la Critique au meilleur scénariste national et à la meilleure oeuvre nationale, faits connaître dans les Journées d'Avilés[19].
- #Prix Nationale de Bande dessinée 2010[6].

## Œuvre liée
En 2016, Altarriba a publié le roman graphique L'aile brisée, dans lequel il explore la vie de sa mère.